# Precinct d'Athens North no 2
Le precinct d'Athens North N° 2 est un precinct électoral du comté de Menard dans l'Illinois, aux États-Unis. En 2010, ce precinct comptait une population de 2 170 habitants.

## Source de la traduction
- (en) Cet article est partiellement ou en totalité issu de l’article de Wikipédia en anglais intitulé « Athens North No. 2 Precinct, Menard County, Illinois » (voir la liste des auteurs).